# Cua sỏi trụ
Cua sỏi trụ, tên khoa học Ixa cylindrus, là một loài cua thuộc họ Leucosiidae. Chúng được Fabricius công bố mô tả lần đầu tiên vào năm 1777.